# Christian Miesch
Pour les articles homonymes, voir Jean-Luc Miesch.
Christian Miesch, né le 27 février 1948 à Titterten, est une personnalité politique suisse membre de l'Union démocratique du centre.

## Biographie
Il est élu au Conseil national comme représentant du canton de Bâle-Campagne depuis 2003. Il sert comme capitaine dans l'armée suisse.